# Pan y tulipanes
Pan y tulipanes (Pane e tulipani, en italiano, o Brot und Tulpen, en alemán, en las versiones originales) es una película italo-suiza dirigida por Silvio Soldini en el año 1999 y protagonizada por Licia Maglietta y Bruno Ganz. Otros actores importantes de la cinta son Marina Massironi y Antonio Catania.

## Argumento
Con el punto de partida de un descuido que hace perder a Rosalba su autobús en una parada en la autopista, cuando se encuentra de excursión con su marido y sus hijos, se pone de manifiesto la debilidad de su matrimonio y el descubrimiento de sus deseos de volver a sentirse útil y viva lejos del círculo insatisfactorio de su rutina de ama de casa. Tras diferentes peripecias, recala en Venecia, donde busca un hotel para pasar una sola noche y poder regresar a su hogar el día siguiente. No obstante, sorprendentemente cambia de opinión en el último momento y termina alargando su estancia, y alquila una habitación en un piso e incluso encuentra trabajo. Evidentemente, todo ello ante la sorpresa de su impositivo marido y de sus hijos, ya adolescentes. Al mismo tiempo que disfruta de su trabajo como floristera, va descubriendo la amistad de Fernando, camarero que conoció en el restaurante donde este trabajaba y del cual se había terminado convirtiendo en inquilina.
Al mismo tiempo que su marido se impacienta y se preocupa, al grado de que llega incluso a enviar a un detective en su busca, y a pesar de que ella le llama habitualmente para informarle de que se encuentra perfectamente, va descubriendo la felicidad que la aporta su nueva vida. En esto son importantes dos nuevas personas: una vecina, que se termina convirtiendo en una buena amiga, y la creciente transformación de su relación con Fernando.
Finalmente Rosalba tendrá que asumir su papel de madre y regresar a su hogar, fundamentalmente por sus hijos, aunque ambos ya están dejando la adolescencia. Pero ella ya no es la misma que unas semanas antes, y el desenlace definitivo se lo dictará el corazón.

## Premios
Esta película recibió el Premio David de Donatello (máximo galardón del cine italiano) a mejor película en el año 2000, y también lo recibieron sus dos protagonistas: mejor actriz (Licia Maglietta) y mejor actor (Bruno Ganz).